# 科科斯（基林）群島機場
科科斯（基林）群岛機場（英語：Cocos (Keeling) Islands Airport）是一座位於澳大利亞印度洋外領地科科斯群島的機場，其主要民航業務為該島與同屬澳大利亞外領地的聖誕島之聖誕島機場的來往航班。

## 航空公司與目的地
| 航空公司           | 目的地       |
| ------------------ | ------------ |
| 維珍澳洲航空（VA） | 聖誕島、伯斯 |

## 外部連結
- Photos of the Cocos (Keeling) Islands Airport